# Anselmo Contu
Anselmo Contu (Arzana, 18 aprile 1900 – Cagliari, 15 dicembre 1975) è stato un politico e giurista italiano, primo presidente del Consiglio regionale della Sardegna.

## Biografia
Fu tra gli esponenti del movimento autonomista sardo nel periodo successivo alla Prima Guerra mondiale, reggendo la direzione de Il Solco, organo di stampa del Partito Sardo d'Azione; rifiutò di aderire al fascismo e si ritirò a Lanusei dove esercitò la professione di avvocato. 
Nell'immediato dopoguerra fu nominato Commissario prefettizio di Lanusei e nell'autunno '46 divenne membro della Consulta Regionale Sarda, potendo così partecipare alla stesura delle Statuto speciale per l'isola. Nel 1949 fu eletto consigliere regionale e divenne presidente dell'Assemblea, il primo della storia autonomistica sarda. Nelle legislature successive ricoprì diversi incarichi da assessore.
Era il padre di Cecilia Contu, già presidente della Provincia di Cagliari.